# Conostylis breviscapa
Conostylis breviscapa är en enhjärtbladig växtart som beskrevs av Robert Brown. Conostylis breviscapa ingår i släktet Conostylis och familjen Haemodoraceae. Inga underarter finns listade.